# SN 1989L
SN 1989L – supernowa typu IIn-L odkryta 4 maja 1989 roku w galaktyce NGC 7339. W momencie odkrycia miała maksymalną jasność 17,50m.